# Ишунь (Красноперекопский район)
Ишу́нь (укр. Ішу́нь, крымскотат. İşün, Ишюн) — село в Красноперекопском районе Республики Крым, центр Ишуньского сельского поселения (согласно административно-территориальному делению Украины — Ишуньского сельского совета Автономной Республики Крым).

## Население
| 2001 | 2014  | 2021  |
| ---- | ----- | ----- |
| 3448 | ↘2913 | ↗3007 |

Всеукраинская перепись 2001 года показала следующее распределение по носителям языка
| Язык             | Процент |
| ---------------- | ------- |
| русский          | 65.28   |
| украинский       | 25.35   |
| крымскотатарский | 6.29    |
| другие           | 0.5     |

### Динамика численности
| - 1805 год — 228 чел. - 1849 год — 285 чел. - 1864 год — 39 чел. - 1892 год — 20 чел. - 1900 год — 275 чел. - 1907 год — 405 чел. - 1915 год — 592 чел. | - 1926 год — 522 чел. - 1939 год — 991 чел. - 1974 год — 2480 чел. - 1989 год — 2539 чел. - 2001 год — 3448 чел. - 2014 год — 2913 чел. |

## Современное состояние
На 2017 год в Ишуни числится 21 улица и 1 переулок; на 2009 год, по данным сельсовета, село занимало площадь 10,3 тысяч гектаров, на которой в 921 дворах проживало более 2,9 тысячи человек. В селе действуют детский сад «Солнышко», средняя общеобразовательная школа, Дом культуры, библиотека, православный храм преподобного Андрея Рублёва, отделение Почты России. Село газифицировано, Ишунь связана автобусным сообщением, городами Крыма с райцентром и соседними населёнными пунктами.

## География
Расположено примерно в 4 километрах (по шоссе) к юго-востоку от города Красноперекопска. Северо-восточнее села протекает Северо-Крымский канал и проходит однопутная железнодорожная линия Джанкой — Армянск, высота центра села над уровнем моря — 3 м. В селе сходятся автодороги 35А-001 граница с Херсонской областью — Джанкой — Феодосия — Керчь и 35К-001 Красноперекопск — Симферополь (по украинской классификации —
М-17 и Н-05).

## История
Первое документальное упоминание села встречается в 1771 году, по случаю штурма 13 и 14 июля ишуньских позиций русской армией. Согласно Камеральному Описанию Крыма 1784 года, в последний период Крымского ханства Ушун входил в Кырп Баул кадылык Перекопского каймаканства. После присоединения Крыма к России (8) 19 апреля 1783 года, (8) 19 февраля 1784 года, именным указом Екатерины II сенату, на территории бывшего Крымского Ханства была образована Таврическая область и деревня была приписана к Перекопскому уезду. После Павловских реформ, с 1796 по 1802 год, входила в Перекопский уезд Новороссийской губернии. По новому административному делению, после создания 8 (20) октября 1802 года Таврической губернии, Ишунь был включён в состав Бустерчинской волости Перекопского уезда.

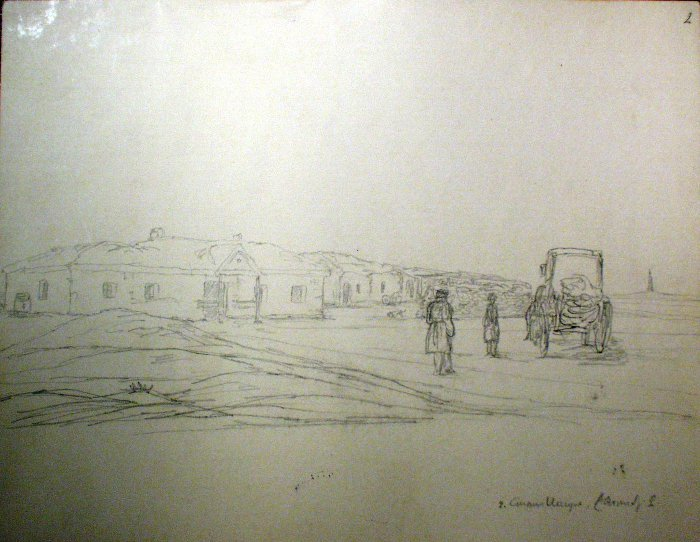
Жуковский В. А. «Селение Ишум»,1837 год.

По Ведомости о всех селениях в Перекопском уезде состоящих с показанием в которой волости сколько числом дворов и душ… от 21 октября 1805 года, в деревне Ишунь числилось 36 дворов, 210 крымских татар, 9 цыган и 9 ясыров. На военно-топографической карте генерал-майора Мухина 1817 года деревня Юшунь обозначена с 48 дворами и почтовой станцией. После реформы волостного деления 1829 года Ишунь, согласно «Ведомости о казённых волостях Таврической губернии 1829 года» сделали центром Ишуньской волости. На карте 1836 года в деревне 55 дворов, как и на карте 1842 года. Согласно Военно-статистическому обозрению Российской Империи 1849 года Ушунь или Ишунь, относился к крупнейшим деревням Перекопского уезда с населением 285 человек.
В 1860-х годах, после земской реформы Александра II, деревня осталась центром преобразованной Ишуньской волости. В «Списке населённых мест Таврической губернии по сведениям 1864 года», составленном по результатам VIII ревизии 1864 года, Уйшунь (Тентек-Уйшунь) — казённая деревня, с 4 дворами, 39 жителями, становой квартирой, мечетью и обывательской почтовой станцией при колодцах. По обследованиям профессора А. Н. Козловского 1867 года, вода в колодцах деревни была пресная «в достаточном количестве», а их глубина колебалась от 2 до 4 саженей (4—8 м). На трёхверстовой карте Шуберта 1865—1876 года в деревне Юшунь обозначено 3 двора. Согласно «Памятной книжке Таврической губернии за 1867 год», деревня Тендек Ишунь была покинута жителями в 1860—1864 годах, в результате эмиграции крымских татар, особенно массовой после Крымской войны 1853—1856 годов, в Турцию и оставалась в развалинах. В «Памятной книге Таврической губернии 1889 года» значится Ишуньская волость, а само селение Ишунь отсутствует.
После земской реформы 1890 года Ишунь отнесли к Воинской волости. Согласно «…Памятной книжке Таврической губернии на 1892 год», в деревне Ишунь, составлявшей Ишуньское сельское общество, было 20 жителей домохозяйств не имеющих. В 1898 году в селение прибыли новые переселенцы — 70 семей с Херсонщины. По «…Памятной книжке Таврической губернии на 1900 год» в деревне Ишунь числилось 275 жителей в 70 дворах. По Статистическому справочнику Таврической губернии. Ч.II-я. Статистический очерк, выпуск пятый Перекопский уезд, 1915 год, в деревне Ишунь Воинской волости Перекопского уезда числилось 77 дворов (75 дворов с землёй, 2 — безземельные) с русским населением в количестве 592 человек приписных жителей, из которых 313 мужчин и 279 женщин. Жители владели 1878 десятинами удобной земли. В хозяйствах имелось 335 лошадей, 138 волов, 187 коров и 244 головы мелкого скота.
Возле села Ишунь (Юшунь) в ноябре 1920 года располагалась вторая линия обороны Русской армии барона Врангеля, шли ожесточённые бои во время Перекопско-Чонгарской операции РККА и Повстанческой армии Украины при их штурме..
После установления в Крыму Советской власти, по постановлению КрымРевКома от 8 января 1921 года № 206 «Об изменении административных границ» была упразднена волостная система, Перекопский уезд переименовали в Джанкойский, в котором был образован Ишуньский район, в состав которого включили село, а в 1922 году уезды получили название округов. 11 октября 1923 года, согласно постановлению ВЦИК, в административное деление Крымской АССР были внесены изменения, в результате которых округа были отменены, Ишуньский район упразднён и село вошло в состав Джанкойского района. В 1925 году была построена семилетняя школа и открыта изба-читальня. Согласно Списку населённых пунктов Крымской АССР по Всесоюзной переписи 17 декабря 1926 года, в селе Ишунь, центре Ишуньского сельсовета (в коем состоянии пребывает всю дальнейшую историю) Джанкойского района, числился 101 двор, из них 94 крестьянских, население составляло 522 человека, из них 398 украинцев, 220 русских, 2 латыша, 1 еврей, 1 татарин, действовала русская школа. Постановлением ВЦИК от 30 октября 1930 года был восстановлен Ишуньский район и Ишунь некоторое время вновь была райцентром. Постановлением Центрального исполнительного комитета Крымской АССР от 26 января 1938 года Ишуньский район был ликвидирован и создан Красноперекопский район с центром в посёлке Армянск (по другим данным 22 февраля 1937 года) и Ишунь опять стала просто центром сельсовета. По данным Всесоюзной переписи населения 1939 года в селе проживал 991 человек. На подробной карте РККА северного Крыма 1941 года в Ишуни отмечено 136 дворов.
В годы Великой Отечественной войны на фронтах сражались 325 жителей Ишуни, 137 из них погибли, 68 человек награждены орденами и медалями. В их честь в 1972 году в центре села установлен памятный знак работы скульпторов В. Небоженко, Н. Дубина, И. Стадник в виде прямоугольной стелы с рельефами на правой и левой гранях. Всего бои за Ишуньские позиции развертывались, учитывая штурм 1871 года, четыре раза: при штурме Перекопа в ноябре 1920 года, при обороне Крыма в октябре 1941 года и во время освобождения Крыма 10—11 апреля 1944 года. В этих сражениях погибли свыше 1390 человек, похороненных в братской могиле на северной окраине села, в сквере у шоссе Симферополь — Красноперекопск. На могиле установлен обелиск работы скульптора Н. П. Петровой, выполнен из инкерманского камня в виде четырёхгранной ступенчатой пирамиды, стоящей на подиуме из гранита. Также, на сельском кладбище, устроена братская могила бойцов 2-й гвардейской, Приморской и 51-й армий, погибших в 1941 и 1944 году и похороненных в пяти могилах на местах гибели, откуда они были перенесены в 1954—1956 годах. Постановлением Совета министров Республики Крым № 627 от 20 декабря 2016 года все три памятника отнесены к категории объектов культурно-исторического наследия России регионального значения.
С 25 июня 1946 года Ишунь в Крымской области РСФСР, а 26 апреля 1954 года Крымская область была передана из состава РСФСР в состав УССР. В том же году на базе нескольких хозяйств создан крупный колхоз «Герои Сиваша», в октябре 1964 года преобразованный в одноимённый рисосеющий совхоз. По данным переписи 1989 года в селе проживало 2539 человек. С 12 февраля 1991 года село в восстановленной Крымской АССР, 26 февраля 1992 года переименованной в Автономную Республику Крым. С 2014 года территория полуострова контролируется Российской Федерацией и, согласно административному делению РФ, входит в состав Федерального субъекта Республика Крым, однако территориальная принадлежность полуострова является предметом международных споров.

### Известные жители
- Кузнецов, Виктор Кузьмич — гидротехник совхоза «Герои Сиваша», Герой Социалистического Труда[77].